# Novembre 1943 (guerre mondiale)
Chronologie de la Seconde Guerre mondiale
Octobre 1943 - Novembre 1943 -  Décembre 1943

## Événements
- 1er novembre :
  - Les Marines américains débarquent sur Bougainville dans les Salomon.

- 1 - 2 novembre
  - Bataille de la baie de l'Impératrice Augusta dans les Salomon

- 3 novembre :
  - 42 000 Juifs (détenus à Majdanek, Trawniki et Poniatowa) sont exécutés par les Allemands, mettant ainsi un point final à l’extermination des Juifs du Gouvernement Général (mercredi sanglant).
  - Les Nazis mettent à exécution le plan moisson : 40 000 enfants polonais âgés de 10 à 14 ans sont déportés vers des camps de travail forcé en Allemagne.[réf. nécessaire]

- 5 et 6 novembre :
  - Bombardements aériens sur le Vatican. On a longtemps cru qu'il s'agissait d'une erreur d'un avion allié. mais en 2010, il a été prouvé qu'il s'agissait d'un bombardement organisé par les fascistes italiens.

- 6 novembre :
  - Les Russes reprennent Kiev.
  - A Tokyo, Conférence de la Grande Asie.

- 9 au 15 novembre :
  - Troubles à Beyrouth (Liban).

- 11 novembre :
  - le Maquis de l'Ain et du Haut-Jura défile dans la ville d'Oyonnax.

- 13 novembre :
  - Le maréchal Pétain est sous surveillance des Allemands.

- 15 novembre :
  - La force expéditionnaire alliée pour l'invasion de l'Europe est officiellement formée.

- 18 novembre :
  - Ouverture du camp de concentration d'Ebensee

- 18 au 28 novembre :
  - Bombardements aériens alliés de Berlin.

- 20 novembre :
  - Le général Tadeusz Bór-Komorowski, le commandant de l’Armée intérieure AK, donne l’ordre de réaliser le plan Tempête : attaques contre les troupes allemandes et libération des territoires polonais en coopération avec l’Armée rouge, considérée comme alliée.
  - Départ du 62e convoi de déportation des Juifs de France, du camp de Drancy vers Auschwitz : 1200 déportés, 29 survivants en 1945.

- 22 novembre :
  - La conférence du Caire entre Churchill, Roosevelt et Tchang Kaï-Chek commence.

- 26 novembre :
  - Bataille du cap Saint-George dans les Salomon

- 28 novembre :
  - la conférence de Téhéran, entre Joseph Staline, Franklin Roosevelt et Winston Churchill commence.